# Clara Peeters

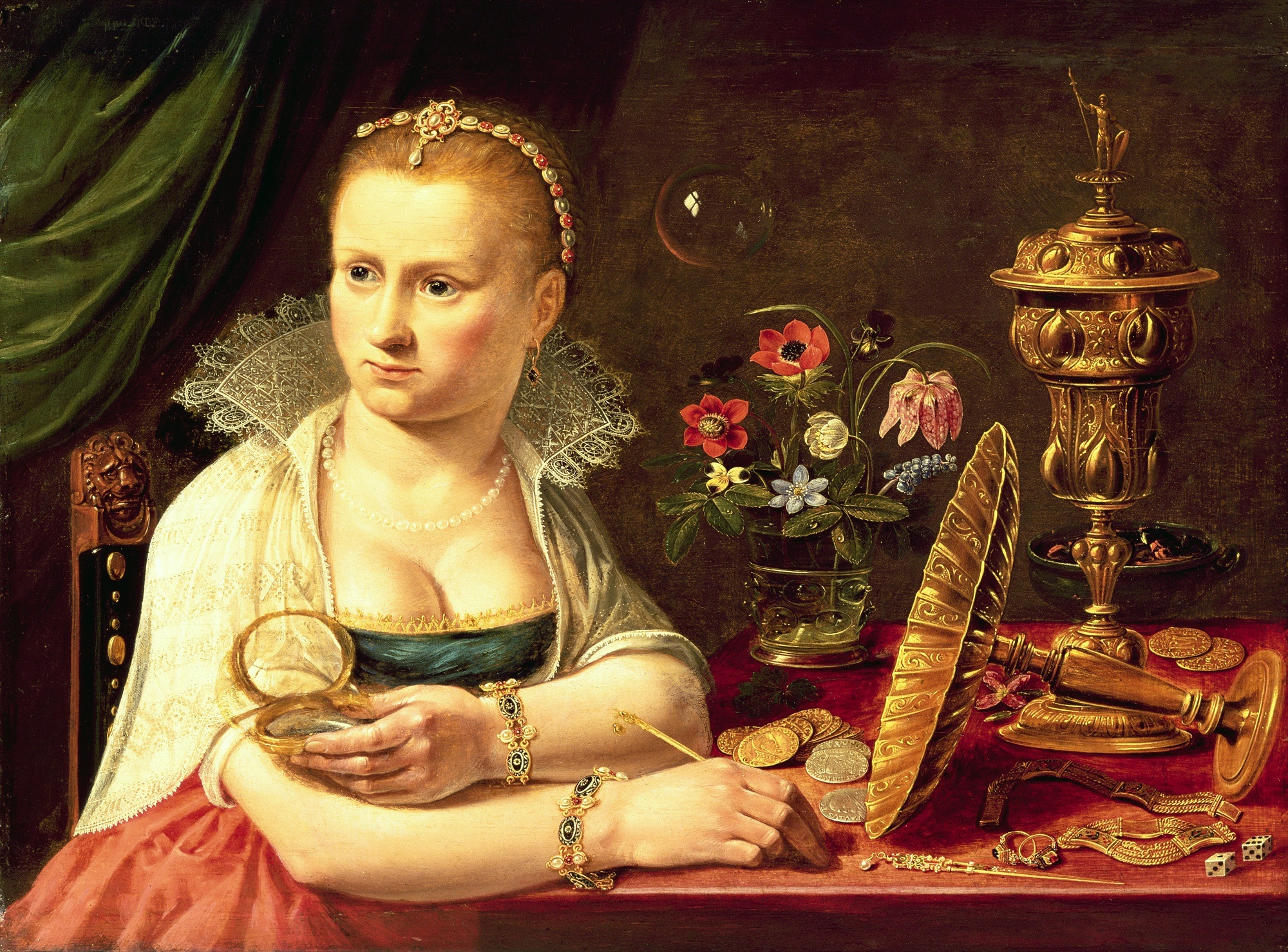
Allegoria della Vanità, probabilmente autoritratto di Clara Peeters, (ca. 1610)

Clara Peeters (Anversa, anni 1580 – post 1621) è stata una pittrice fiamminga specializzata in nature morte, attiva dal 1607 al 1621.

## Biografia
Sono pochi i particolari sula vita di Clara Peeters. Gli studiosi concordano che fosse originaria di Anversa. 
Gli archivi della città di Anversa conservano la documentazione di una Clara Peeters, figlia di Jan Peeters, battezzata il 15 maggio 1594 nella chiesa di Santa Valpurga ad Anversa. Un secondo documento indica il matrimonio tra una certa Clara Peeters e Henricus Joosen il 31 maggio 1639, nella stessa chiesa.
Tuttavia, sia il nome Clara che il cognome Peeters erano comuni ad Anversa: un battesimo nel 1594 implicherebbe che i suoi dipinti datati 1607 siano stati realizzati quando aveva 12 o 13 anni.
Alcuni studiosi dubitano che quei primi lavori possano essere stati realizzati da una persona così giovane e hanno ipotizzato che Clara Peeters sia nata negli anni ottanta del XVI secolo.
La Peeters si è trasferita ad Amsterdam nel 1611 ed è documentata all'Aia nel 1617.
Alcuni hanno suggerito che, alla luce del fatto che non c'erano opere della Peeters dopo il 1621, avesse smesso di dipingere dopo essersi sposata, come la contemporanea Judith Leyster.
Il curatore Alejandro Vergara ha datato 1634 un documento che si riferisce a Clara Pieters di Anversa. 
Alcuni hanno ipotizzato che fosse a capo di una piccola bottega di artisti poiché i suoi lavori sembrano avere ispirato vari artisti, tra i quali viene indicato Nicolaes Cave, attivo ad Anversa tra il 1619 e il 1651.
Non è stata trovata alcuna documentazione che indichi la data di morte della Peeters, tuttavia sono state ipotizzate varie date: nel 1621 circa, dopo il 1634, nel 1657 o dopo.

### Formazione
Il primo dipinto conosciuto della Peeters, firmato e datato 1607, riflette l'abilità tecnica e compositiva di un'artista esperta. Il suo stile suggerisce la formazione ad Anversa, uno dei primi centri di specializzazione nelle nature morte.
Sebbene la maggior parte degli artisti e degli apprendisti fossero inclusi nei registri della locale Gilda di San Luca, non è stata trovata alcuna traccia della Peeters ad Anversa o nei centri d'arte nella regione dei Paesi Bassi. Gli studiosi ipotizzano che potesse essere la figlia di un pittore e quindi non tenuta a essere inclusa nei registri di apprendistato.
Molti studiosi ritengono che il suo lavoro assomigli molto a quello di Osias Beert e suggeriscono che potrebbe essere stata sua allieva. Beert iniziò la sua carriera come pittore di nature morte quando divenne maestro della Gilda di San Luca nel 1602. Tuttavia, nessuna delle sue opere è datata, sebbene su alcune lastre di rame siano state impresse dal fornitore con date dal 1606 al 1609. È stata anche collegata agli artisti Hans van Essen e Johannes van der Beeck. Anche Jan Bruegel il Vecchio è stato suggerito come possibile insegnante.
Sebbene non risulti iscritta nei registri della Gilda di Anversa, sei suoi dipinti sono stati realizzati su supporti di legno o di rame realizzati da artigiani di Anversa.

### Dipinti

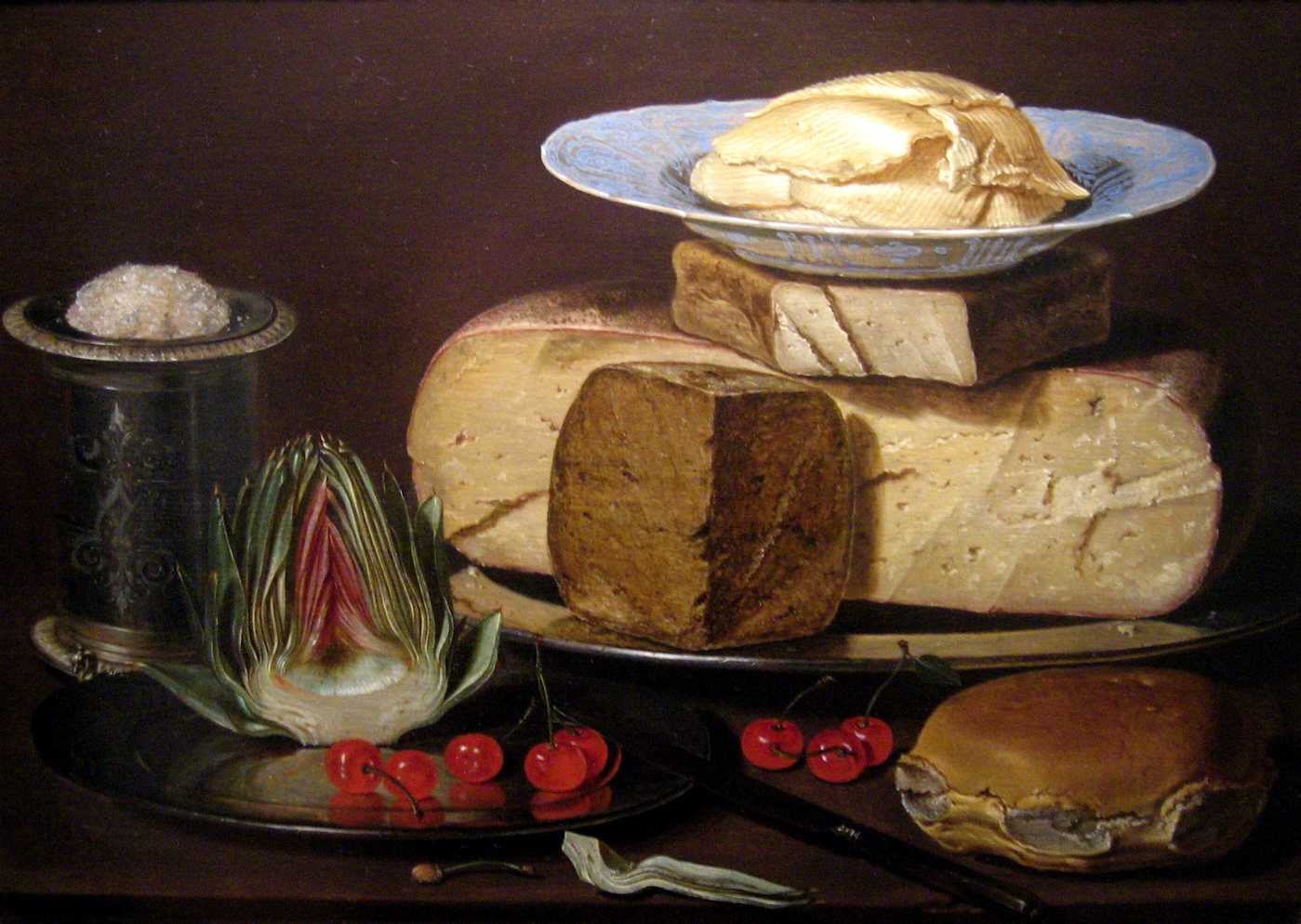
Natura morta con formaggi, carciofo e ciliegie, 1625 circa, LACMA

Ci sono giunte trentanove opere firmate «CLARA PEETERS» o «CLARA P.» e molte hanno la data, lasciandoci una traccia del suo lavoro dal 1607 al 1621.
Inoltre, sono poche le opere non firmate che possono esserle attribuite con certezza, benché manchi la documentazione.
Sei suoi dipinti, tra i quali Natura morta con formaggi, mandorle e brezel, portano la firma come iscrizione incisa sul lato del manico del coltello raffigurato. Il coltello ha due figure femminili nude sulla faccia principale del manico, ed è il tipico bruidmessen (coltello da sposa) prodotto dagli argentieri di Anversa intorno agli anni 1595-1600. Quello rappresentato potrebbe essere un coltello realmente posseduto dalla Peeters.
La Peeters è stata tra i primi pittori specializzati in nature morte e fiori, quando questo genere era ancora emergente. Meno di dieci dipinti di fiori e meno di cinque di cibo realizzati nei Paesi Bassi possono essere datati prima del 1608, quando aveva già realizzato la sua prima opera documentata.
Ha dipinto una serie di quattro nature morte più grandi del solito (tutte 50-52 x 71-73 cm, ora al Prado), tre datate 1611, due delle quali inventariate nella Collezione reale spagnola nel 1666; le altre due appartenevano a Elisabetta Farnese e compaiono nell'inventario del 1746. Le sue nature morte di pesci e selvaggina compaiono molto prima che altri artisti utilizzassero soggetti simili, se si esclude la famosa Natura morta con pernice, guanti di ferro e dardo di balestra di Jacopo de' Barbari (1504, ora all'Alte Pinakothek di Monaco) ma che deriva da una tradizione molto diversa.
Nelle sue opere prima del 1620 Peeters era particolarmente affascinata dalla luce sugli oggetti metallici – monete, calici, piatti di peltro, ecc. – e dai loro riflessi. Si raffigurava nel riflesso dei calici e delle coppe di molti dei suoi dipinti, una scelta artistica che risale a Jan van Eyck, come si può notare nel Ritratto dei coniugi Arnolfini (1434) nello specchio alle spalle della coppia.
In particolare nella Natura morta con fiori, coppa d'argento dorato, mandorle, noci, dolci, brezel, vino e brocca di peltro, che si trova al Prado, l'artista ha dipinto il suo autoritratto: tre volte sulla coppa dorata e quattro volte sulla brocca.

### Committenza
Pur non avendo rinvenuto documenti su possibili committenti, l'analisi dei suoi dipinti suggerisce che gli stessi fossero destinati a collezionisti ricchi: composizioni floreali, selvaggina, pesci, gamberi, ostriche, formaggi, torte lussuosamente esposti su una tavola insieme a saliere, boccali da cerimonia, coppe, porcellane cinesi, stoviglie preziose e monete d'oro.
Il primo riferimento alla sua attività si trova nell'inventario delle proprietà di Lucretia de Beauvois, moglie di Herman Saftleven I, stilato a Rotterdam il 5 maggio 1627, in cui tra una serie di opere di artisti dei Paesi Bassi meridionali figurava I pesci secondo Clara Peeters (De Viskens naer Clara Peeters).
Un dipinto proveniente da una collezione di Amsterdam è descritto in un documento del 1635 come: «Banchetto di dolci dipinto nel 1608 da una donna, Claer Pieters, di Anversa».
Nel 1637 due dipinti di Clara Peeters erano elencati nella collezione di Diego Mexía, marchese di Leganés a Madrid, ma l'attuale posizione di questi dipinti non è nota.